# Ричвилл (город, Миннесота)
Ричвилл (англ. Richville) — город в округе Оттер-Тейл, штат Миннесота, США. На площади 2,6 км² (2,6 км² — суша, водоёмов нет), согласно переписи 2002 года, проживают 124 человека. Плотность населения составляет 47,7 чел./км².
- Телефонный код города — 218
- Почтовый индекс — 56576
- FIPS-код города — 27-54340[1]
- GNIS-идентификатор — 0650069[2]